# Smriti
La Smṛti (s.f. sanscrito, devanāgarī: स्मृति, lett. "ricordo") è un insieme di testi sacri per la religione induista di autorità considerata però secondaria rispetto alla Śruti.
Il termine è un sostantivo femminile che indica una conoscenza sacra "ricordata" di generazione in generazione che, a differenza della Śruti, è stata prodotta da esseri umani.
Comprende alcuni fra i testi sacri più conosciuti, come:
- i sei Vedāṅga (Membra dei Veda) principali che furono composti intorno al V-IV secolo a.C.[1] e comprendono trattati di grammatica, fonetica, precetti rituali, astrologia, astronomia, lessicografia ed etimologia; il loro scopo è quello di manualistica inerente ai riti, ovvero quello di suggerire le procedure o le pronunce corrette per la recitazione degli inni o la realizzazione dei culti. I sei Vedāṅga principali comprendono: 
  - Kalpa
  - Śikṣā
  - Nirukta
  - Chandas
  - Jyotiṣa
  - Vyakāraṇa
- i quattro Vedāṅga secondari (upāṅga)
  - Purāṇa
  - Dharmaśāstra
  - Nyāya
  - Mīmāṃsā
- I due poemi epici:
  - il Mahābhārata, che racchiude al suo interno l'importante Bhagavadgītā
  - il Rāmāyaṇa